# 7-й окремий полк зв'язку (Україна)
7-й окремий полк зв'язку (7 ОПЗ, в/ч А3783) — підрозділ військ зв'язку в складі ОК Південь Сухопутних військ України. Базується у м. Одеса.

## Історія
Підрозділ був сформований 7 травня 2015 року згідно директиви Міністра оборони як польовий вузол зв'язку та встиг відзначитися в зоні бойових дій. 29 липня 2016 року переформований у окремий полк зв'язку.
На озброєнні полку знаходяться машини Р-145БМ, Р-414.

## Символіка
На емблемі полку в чорно-зеленому розтятому щиті зображено золотий меч вістрям додолу, замість руків'я у якого вміщено якір з історичного герба Одеси, навколо розташовано чотири золоті блискавки.